# Купа на африканските нации
Купата на африканските нации е главният международен футболен турнир в Африка. Той се провежда под егидата на Африканската футболна конфедерация (КАФ) и е аналог на Европейското първенство по футбол за африканските страни. Първото издание на турнира е през 1957 г., а от 1968 г. насам той се провежда веднъж на всеки две години.
Само три отбора участват в Купата на африканските нации през 1957 г. Това са Египет, Судан и Етиопия, а отборът на Република Южна Африка е дисквалифициран заради апартейда. По-късно турнирът се разширява и са въведени квалификации, в които участват почти всички национални отбори от Африка. През 1998 г. за първи път във финалите участват 16 отбора, които са разпределени в четири групи по четири отбора във всяка, а първите два от всяка група продължават във фазата на директните елиминации. Този формат на турнира остава непроменен до днес.
Общо 13 отбора са печелили Купата на африканските нации. Египет го е правил рекордните 7 пъти, Камерун има 5 титли, а Гана – четири.

## История

### Първите турнири
През юни 1956 г. по време на третия конгрес на ФИФА в Лисабон е основана Африканската футболна конфедерация. Веднага се зараждат планове за организиране на континентално футболно първенство. Това става през февруари 1957 г., когато в Хартум се провежда първото издание на Купата на африканските нации. Първоначалната идея е да участват четирите страни основателки на КАФ – Египет, Етиопия, Република Южна Африка и Судан, но южноафриканците отказват да изпратят отбор, състоящ се и от бели, и от цветнокожи играчи. Това довежда до дисквалификацията на отбора от турнира и изключването му от КАФ. До завръщането си в конфедерацията през 1992 г. Република Южна Африка не участва в никакви международни първенства на африканския континент. По този начин първият турнир минава с участието на три отбора и включва изиграването само на два мача, а Етиопия, която трябва да е съперник на Република Южна Африка в полуфиналната среща, се класира директно на финала. Египет става първият шампион на Африка, след като побеждава Судан на полуфинала и Етиопия във финалния мач.
Две години по-късно същите три отбора взимат участие във второто издание на Купата на африканските нации в Египет. Отборът на домакините успява да защити титлата си, надделявайки този път над Судан в решителния мач. На турнира през 1962 г. в Адис Абеба дебют записват отборите на Тунис и Уганда. Шампион е Етиопия, която побеждава Египет на финала след продължения, не позволявайки на египтяните да спечелят трета поредна титла.
През 1963 г. Гана участва за първи път като домакин на турнира и успявя да го спечели след убедителна победа над Судан на финала. През следващото десетилетие Гана се утвърждава като главна футболна сила в Африка, като успява да повтори успеха си две години по-късно на първенството в Тунис, по този начин изравнявайки постижението на Египет от две титли, а на следващите две издания на турнира достига до финалния мач. На първенството през 1965 г. е въведено ново правило с цел ускорявяне развитието на африканския футбол: всеки отбор може да пуска на терена не повече от двама играчи, подвизаващи се в неафрикански стани.
Финалите на Купата на африканските нации през 1968 г. включват две групи с по четири отбора, първите два от които се класират за полуфиналите. Този формат на турнира се запазва до 1992 г. Демократична република Конго печели първата си титла, побеждавайки Гана в решителния мач, а две години по-късно отборът на Судан вдига трофея след победа отново над Гана. Котдивоарският нападател Лоран Поку става голмайстор на тези две първенства съответно с шест и осем гола, а постиженеито му от общо 14 гола в Купата на африканските нации остава ненадминато до 2008 г.

### 70-те години
Шест различни отбора печелят Купата на африканските нации от 1970 до 1980 г. – Судан, Република Конго, Заир, Мароко, Гана и Нигерия. Втората титла на Заир от турнира през 1974 г. (преди това отборът е спечелил първенството веднъж под името Демократична република Конго) е постигната след успех срещу Замбия във финала. За първи и единствен път в историята на турнира финалният мач трябва да се преиграва, след като първата среща между двата отбора завършва при равенство 2 – 2 след продължения. Преиграването е спечелено от Заир с 2 – 0. Нападателят Муламба Ндайе отбелязва всичките четири гола за отбора на Заир в тези два мача. Той става и голмайстор на турнира с общо девет попадения, което е рекорд за едно издание на Купата на африканските нации. Мароко печели трофея през 1976 г. в Етиопия, а Гана го прави за трети път през 1978 г., ставайки първата нация с три титли. През 1980 г. Нигерия е домакин на първенството и побеждава Алжир на финала, за да стане осмата страна с триумф от Купата на африканските нации.

### 80-те години
Гана си възвръща титлата и званието шампион на Африка на първенството в Либия през 1982 г. Правилото за най-много двама легионери в един отбор е отменено, тъй като вече голяма част от африканските футболисти играят в европейски клубове, и съставите са укрепени значително. Домакините от Либия побеждават Гана в мача на откриванито на турнира, но същите два отбора се срещат във финалния мач и този път ганайците са победители след равенство 1 – 1 след продължения и 7 – 6 след изпълнение на дузпи. Победител в Купата на африканските нации през 1984 г. е отборът на Камерун, който, побеждавайки Нигерия, печели турнира за първи път и впоследствие успява да достигне финалните срещи на следващите му две издания, като губи първата от тях от Египет и печели втората след успех отново срещу Нигерия. Две години по-късно нигерийците играят трети финал в рамките на четири издания на първенството, но губят от домакина Алжир.

### 90-те години
През 1992 г. в списъка на победителите се появява ново име – Кот д'Ивоар. За първи път Купата на африканските нации се провежда в Сенегал, а броят на участниците е увеличен до 12 заради нарастващия брой на страните, които желаят да вземат участие в квалификациите. Кот д'Ивоар печели и полуфинала срещу Камерун, и финала срещу Гана след изпълнение на дузпи, като във финалния мач резултатът след наказателните удари е 11 – 10. Отборът успява да не допусне нито един гол във вратата си в игрово време в петте си срещи от турнира.
През април 1993 г. Замбия изживява трагедия – катастрофира самолетът, с който националният отбор на страната пътува за Сенегал, за да изиграе квалификационен мач за Световното първенство в САЩ. Загиват всичките 30 души на борда, включително 18 футболисти. Но няколко играчи, които се подвизават в Европа, не са в самолета по време на трагедията. Те стават основата на нов отбор, който успява да достигне финала на Купата на африканските нации през 1994 г. в Тунис. Там Замбия губи от Нигерия, за която това е четвърти финал за последните десет години.
Юбилейното двайсето издание на Купата на африканските нации се провежда в Република Южна Африка през 1996 г. Това е първо участие на домакините в турнира, след отмяна на дългогодишната забрана за участие поради падането на апартейда и неуспешен опит за класиране за първенството две години по-рано. Форматът на надпреварата вече включва 16 отбора, но през 1996 г. те са 15 поради отказа на Нигерия да участва в последния момент. Южноафриканците печелят това издание на турнира и отново достигат финалната среща две години по-късно, но там губят от състава на Египет, който по този начин постига четвъртата си титла, изравнявайки се с Гана по този показател.

### 21 век
Първенството през 2000 г. е първото, което минава под съвместното домакинство на две държави – Гана и Нигерия. То е спечелено от отбора на Камерун, който успява да повтори успеха си на следващото издание на надпреварата. В първенствата през 2004 и 2006 г. шампиони стават домакинстващите отбори. В първия случай това е Тунис, който не е триумфирал в турнира дотогава, а във втория – Египет, за който това е рекордна пета титла.
Египет печели и следващите два турнира – през 2008 и 2010 г. и по този начин става първият отбор, който става футболен шампион на Африка три последователни пъти. През 2010 г. камерунецът Самюел Ето'о поставя рекорд за най-много отбелязани голове в историята на Купата на африканските нации с общо 18 попадения.

## Квалификации
През 1962 г. за първи път участниците във финалния турнир на Купата на африканските нации се определят чрез квалификации. От 1962 до 1990 г. квалификационните турнири се състоят от директни елиминации, като броят на кръговете зависи от този на отборите, които участват. В квалификациите за първенството през 1992 г. са въведени групи, в които няколко отбора играят помежду си по системата всеки срещу всеки. До 2006 г. домакинът на първенството и действащият носител на трофея се класират автоматично за финалите. От 2008 г. само домакинът получава тази промоция.

## Статистика

### Резултати
| Година           | Домакин                     |             | Финал                                      | Финал                              | Финал        |                                    | Мач за третото място         | Мач за третото място               | Мач за третото място |
| Година           | Домакин                     | Победител   | Резултат                                   | Подгласник                         | Трето място  | Резултат                           | Четвърто място               |                                    |                      |
| ---------------- | --------------------------- | ----------- | ------------------------------------------ | ---------------------------------- | ------------ | ---------------------------------- | ---------------------------- | ---------------------------------- | -------------------- |
| 1957 Подробности | Судан                       | Египет      | 4 – 0                                      | Етиопия                            | Судан        | ( РЮА е дисквалифицирана)(1)       | ( РЮА е дисквалифицирана)(1) |                                    |                      |
| 1959 Подробности | Обединена арабска република | ОАР         | няма(2)                                    | Судан                              | Етиопия      | (участват само три отбора)         | (участват само три отбора)   |                                    |                      |
| 1962 Подробности | Етиопия                     | Етиопия     | 2 – 2, 4 – 2 след прод.                    | ОАР                                | Тунис        | 3 – 0                              | Уганда                       |                                    |                      |
| 1963 Подробности | Гана                        | Гана        | 3 – 0                                      | Судан                              | ОАР (Египет) | 3 – 0                              | Етиопия                      |                                    |                      |
| 1965 Подробности | Тунис                       | Гана        | 2 – 2, 3 – 2 след прод.                    | Тунис                              | Кот д'Ивоар  | 1 – 0                              | Сенегал                      |                                    |                      |
| 1968 Подробности | Етиопия                     | ДР Конго    | 1 – 0                                      | Гана                               | Кот д'Ивоар  | 1 – 0                              | Етиопия                      |                                    |                      |
| 1970 Подробности | Судан                       | Судан       | 1 – 0                                      | Гана                               | ОАР (Египет) | 3 – 1                              | Кот д'Ивоар                  |                                    |                      |
| 1972 Подробности | Камерун                     | Конго       | 3 – 2                                      | Мали                               | Камерун      | 5 – 2                              | Заир                         |                                    |                      |
| 1974 Подробности | Египет                      | Заир        | 1 – 1, 2 – 2 слeд прод.; 2 – 0 преиграване | Замбия                             | Египет       | 4 – 0                              | Конго                        |                                    |                      |
| 1976 Подробности | Етиопия                     | Мароко      | няма(3)                                    | Гвинея                             | Нигерия      | няма(3)                            | Египет                       |                                    |                      |
| 1978 Подробности | Гана                        | Гана        | 2 – 0                                      | Уганда                             | Нигерия      | 2 – 0(4)                           | Тунис                        |                                    |                      |
| 1980 Подробности | Нигерия                     | Нигерия     | 3 – 0                                      | Алжир                              | Мароко       | 2 – 0                              | Египет                       |                                    |                      |
| 1982 Подробности | Либия                       | Гана        | 1 – 1 сл. прод., 7 – 6 след дузпи          | Либия                              | Замбия       | 2 – 0                              | Алжир                        |                                    |                      |
| 1984 Подробности | Кот д'Ивоар                 | Камерун     | 3 – 1                                      | Нигерия                            | Алжир        | 3 – 1                              | Египет                       |                                    |                      |
| 1986 Подробности | Египет                      | Египет      | 0 – 0 след прод., 5 – 4 след дузпи         | Камерун                            | Кот д'Ивоар  | 3 – 2                              | Мароко                       |                                    |                      |
| 1988 Подробности | Мароко                      | Камерун     | 1 – 0                                      | Нигерия                            | Алжир        | 1 – 1 след прод. 4 – 3 след дузпи  | Мароко                       |                                    |                      |
| 1990 Подробности | Алжир                       | Алжир       | 1 – 0                                      | Нигерия                            | Замбия       | 1 – 0                              | Сенегал                      |                                    |                      |
| 1992 Подробности | Сенегал                     | Кот д'Ивоар | 0 – 0 след прод. 11 – 10 след дузпи        | Гана                               | Нигерия      | 2 – 1                              | Камерун                      |                                    |                      |
| 1994 Подробности | Тунис                       | Нигерия     | 2 – 1                                      | Замбия                             | Кот д'Ивоар  | 3 – 1                              | Мали                         |                                    |                      |
| 1996 Подробности | Република Южна Африка       | Южна Африка | 2 – 0                                      | Тунис                              | Замбия       | 1 – 0                              | Гана                         |                                    |                      |
| 1998 Подробности | Буркина Фасо                | Египет      | 2 – 0                                      | Южна Африка                        | ДР Конго     | 4 – 4,(5) 4 – 1 след дузпи         | Буркина Фасо                 |                                    |                      |
| 2000 Подробности | Гана и Нигерия              | Камерун     | 2 – 2 след прод., 4 – 3 след дузпи         | Нигерия                            | Южна Африка  | 2 – 2 след прод., 4 – 3 след дузпи | Тунис                        |                                    |                      |
| 2002 Подробности | Мали                        | Камерун     | 0 – 0 след прод. 3 – 2 след дузпи          | Сенегал                            | Нигерия      | 1 – 0                              | Мали                         |                                    |                      |
| 2004 Подробности | Тунис                       | Тунис       | 2 – 1                                      | Мароко                             | Нигерия      | 2 – 1                              | Мали                         |                                    |                      |
| 2006 Подробности | Египет                      | Египет      | 0 – 0 след прод. 4 – 2 след дузпи          | Кот д'Ивоар                        | Нигерия      | 1 – 0                              | Сенегал                      |                                    |                      |
| 2008 Подробности | Гана                        | Египет      | 1 – 0                                      | Камерун                            | Гана         | 4 – 2                              | Кот д'Ивоар                  |                                    |                      |
| 2010 Подробности | Ангола                      | Египет      | 1 – 0                                      | Гана                               | Нигерия      | 1 – 0                              | Алжир                        |                                    |                      |
| 2012 Подробности | Габон и Екваториална Гвинея | Замбия      | 0 – 0 след прод., 8 – 7 след дузпи         | Кот д'Ивоар                        | Мали         | 2 – 0                              | Гана                         |                                    |                      |
| 2013 Подробности | Южна Африка                 | Нигерия     | 1 – 0                                      | Буркина Фасо                       | Мали         | 3 – 1                              | Гана                         |                                    |                      |
| 2015 Подробности | Екваториална Гвинея         |             | Кот д'Ивоар                                | 0 – 0 след прод., 9 – 8 след дузпи | Гана         |                                    | ДР Конго                     | 0 – 0 след прод., 4 – 2 след дузпи | Екваториална Гвинея  |
| 2017 Подробности | Габон                       |             | Камерун                                    | 2 – 1                              | Египет       |                                    | Буркина Фасо                 | 1 – 0                              | Гана                 |
| 2019 Подробности | Египет                      |             | Алжир                                      | 1 – 0                              | Сенегал      |                                    | Нигерия                      | 1 – 0                              | Тунис                |
| 2021 Подробности | Камерун                     |             | Сенегал                                    | 0 – 0 след прод. 4 – 2 след дузпи  | Египет       |                                    | Камерун                      | 3 – 3 след прод. 5 – 3 след дузпи  | Буркина Фасо         |
| 2023 Подробности | Кот д'Ивоар                 |             | Кот д'Ивоар                                | 2 – 1                              | Нигерия      |                                    | Южна Африка                  | 0 – 0 след прод. 6 – 5 след дузпи  | ДР Конго             |
| 2025 Подробности | Мароко                      |             |                                            |                                    |              |                                    |                              |                                    |                      |
| 2027 Подробности | Кения Танзания Уганда       |             |                                            |                                    |              |                                    |                              |                                    |                      |

(1) През 1957  Република Южна Африка е дисквалифицирана от турнира заради апартейда. 

(2) През 1959 трите отбора играят по системата всеки срещу всеки. В последния мач от турнира ОАР побеждава Судан с 2 – 1 и си осигурява първото място.

(3) През 1976 няма финален мач, тъй като последният етап на турнира представлява група от четири отбора.

(4) В този мач е присъдена победа с 2 – 0 и трето място за Нигерия след отказа на отбора на Тунис да продължи мача в 42-рата минута при резултат 1 – 1.

(5) В този мач не се играят продължения.

### Шампионите в турнира
| Брой                  | Отбор       | Години                                   |
| --------------------- | ----------- | ---------------------------------------- |
| 7 пъти                | Египет      | 1957, 1959, 1986, 1998, 2006, 2008, 2010 |
| 5 пъти                | Камерун     | 1984, 1988, 2000, 2002, 2017             |
| 4 пъти                | Гана        | 1963, 1965, 1978, 1982                   |
| 3 пъти                | Нигерия     | 1980, 1994, 2013                         |
| 3 пъти                | Кот д'Ивоар | 1992, 2015, 2023                         |
| 2 пъти                | ДР Конго    | 1968, 1974                               |
| 2 пъти                | Алжир       | 1990, 2019                               |
| 1 път                 |             |                                          |
| Етиопия               | 1962        |                                          |
| Судан                 | 1970        |                                          |
| Република Конго       | 1972        |                                          |
| Мароко                | 1976        |                                          |
| Република Южна Африка | 1996        |                                          |
| Тунис                 | 2004        |                                          |
| Замбия                | 2012        |                                          |
| Сенегал               | 2021        |                                          |

### Рекорди

#### Отборни
Най-много участия22,  Египет (1957, 1959, 1962, 1963, 1970, 1974, 1976, 1980, 1984, 1986, 1988, 1990, 1992, 1994, 1996, 1998, 2000, 2002, 2004, 2006, 2008, 2010)
Най-много титли7,  Египет (1957, 1959, 1986, 1998, 2006, 2008, 2010)
Най-много поредни титли3,  Египет (2006, 2008, 2010)
Най-много финали8,  Гана (1963, 1965, 1968, 1970, 1978, 1982, 1992, 2010) и  Египет (1957, 1959, 1962, 1986, 1998, 2006, 2008, 2010)
Най-много поредни финали4,  Гана (1963, 1965, 1968, 1970)
Най-много трети места7,  Нигерия (1976, 1978, 1992, 2002, 2004, 2006, 2010)
Най-много участия във финалната четворка14,  Египет (1957, 1959, 1962, 1963, 1970, 1974, 1976, 1980, 1984, 1986, 1998, 2006, 2008, 2010)
Най-голяма победа6 – 1,  Кот д'Ивоар –  Етиопия, 1970 г.;
5 – 0,  Кот д'Ивоар –  Гвинея, 2008 г.
Най-много голове в един мач9,  Обединена арабска република (Египет) –  Нигерия 6 – 3, 1963 г.
Най-много изпълнени дузпи след равен мач24 (21 отбелязани и 3 пропуснати),  Кот д'Ивоар –  Гана 11 – 10 (0 – 0 след редовното време и продължения), 1992 г.;
24 (23 отбелязани и 1 пропусната),  Камерун –  Кот д'Ивоар 11 – 12 (1 – 1 след редовното време и продължения), 2006 г.

#### Индивидуални
Най-много голове18, Самюел Ето'о ( Камерун)
Най-много голове в един турнир9, Муламба Ндайе ( Заир), 1974 г.
Най-бърз гол23-та секунда, Айман Мансур ( Египет срещу Габон), 1994 г.

#### Организация и посещаемост
Най-много проведени домакинства4,  Египет (1959, 1974, 1986, 2006) и  Гана (1963, 1978, 2000, 2008)
Забележка: Гана организира първенството през 2000 г. съвместно с  Нигерия.
Най-голяма посещаемост за един турнир735 000 зрители (средно по 46 000 зрители на мач), 1980 г.
Най-голяма посещаемост за един мач120 000 зрители, Алжир – Нигерия, 1990 г.